# Kento Sugino
Kento Sugino (杉野 健斗 Sugino Kento?), född 25 februari 1992 i Gifu prefektur, är en japansk fotbollsspelare.
Sugino började sin karriär 2014 i Fukushima United FC. Han spelade 53 ligamatcher för klubben.